# Taijiro Kurita
Taijiro Kurita (栗田 泰次郎 Kurita Taijiro?, nacido el 3 de marzo de 1975 en Shizuoka) es un exfutbolista japonés. Jugaba de centrocampista y su último club fue el FC Ryukyu de Japón.

## Trayectoria

### Clubes
| Club               | País  | Año         |
| ------------------ | ----- | ----------- |
| Kashima Antlers    | Japón | 1993 - 1997 |
| Kyoto Purple Sanga | Japón | 1998        |
| Consadole Sapporo  | Japón | 1999        |
| Shimizu S-Pulse    | Japón | 2000        |
| Yokohama FC        | Japón | 2001        |
| Mito HollyHock     | Japón | 2002 - 2005 |
| FC Ryukyu          | Japón | 2006 - 2008 |

## Palmarés

### Títulos nacionales
| Título             | Club            | País  | Año  |
| ------------------ | --------------- | ----- | ---- |
| J1 League          | Kashima Antlers | Japón | 1996 |
| Copa J. League     | Kashima Antlers | Japón | 1997 |
| Copa del Emperador | Kashima Antlers | Japón | 1997 |